# ムンゴ・パーク

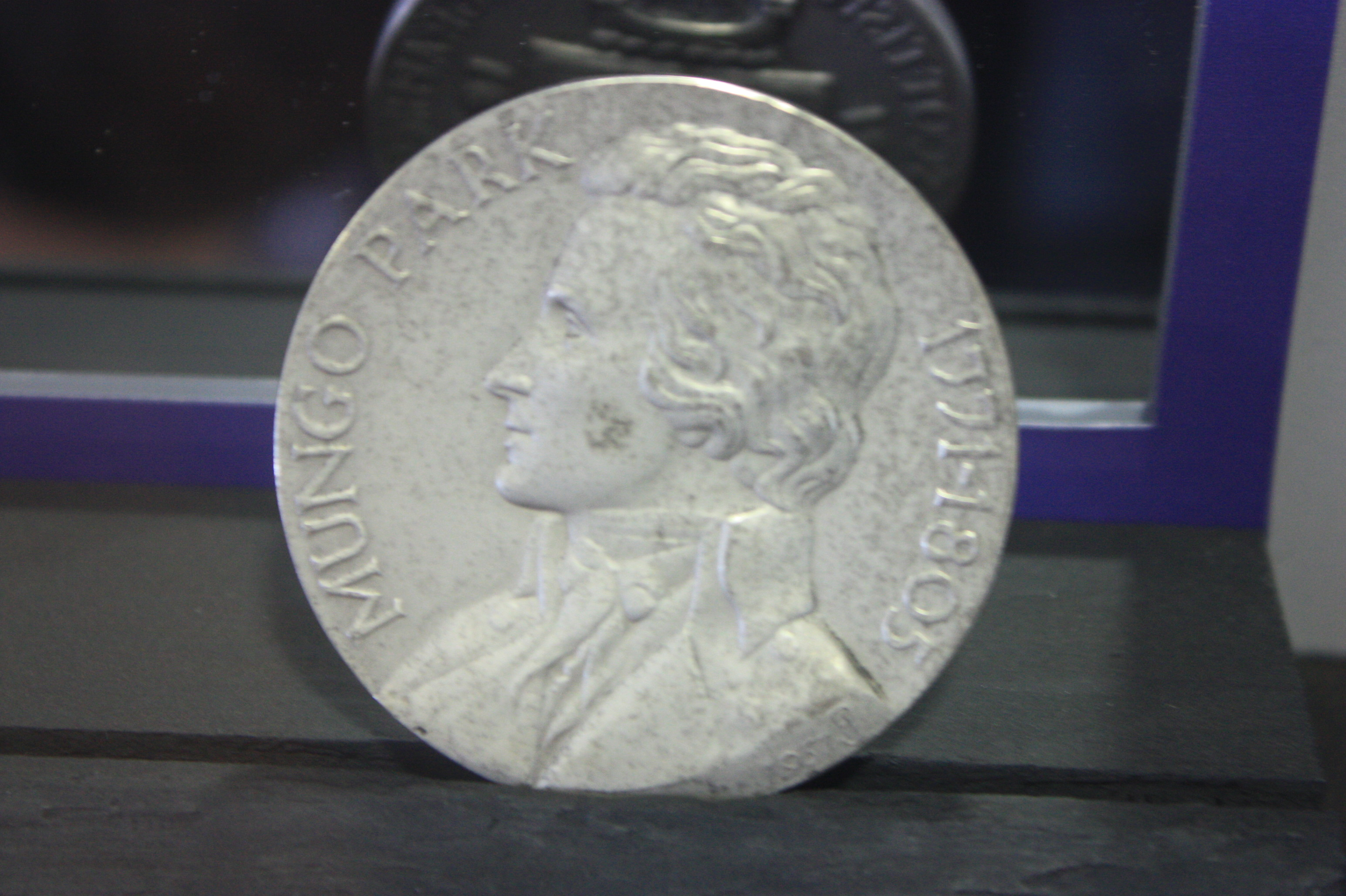
ムンゴ・パーク記念メダル

ムンゴ・パーク（Mungo Park 1771年9月11日 – 1806年）は、スコットランドの西アフリカ探検家。初めて西洋人として、ニジェール川中央部を探検したことで知られている。片仮名転記ではマンゴ・パークとも表記される。

## 生い立ち
ムンゴ・パークはスコットランドのセルカークシャーで父がバクルー公から借りうけた小作農場があったセルカークにほど近いヤーロウ河水に面するファウルシールズで誕生した。13人家族の7番目であった。小作農家とはいえ比較的裕福であった。家族はパークに立派な教育を受けさせた、そしてパークの父は約3,000ポンドもの価値を持つ資産(2016年現在の$216,329に相当する)を残して死去した。もともと両親は彼を聖職につかすつもりだった。
彼は自宅で教育を受けたあとセルカーク・グラマースクールに通った14歳の頃のこと、彼はセルカークの外科医トーマス·アンダーソンに弟子入りした。修行中にパークはアンダーソンの息子アレクサンダーと友達になったあと、アンダーソンの娘アリソンを紹介された、彼女はのちに彼の妻となっていく。1788年10月、パークはエジンバラ大学に入学、医学や植物学を研究するため四学期受講した。
大学在学中は教授ジョン・ウォーカーの教えによる博物学コースで1年間学んだ。学業を終了した後、彼はスコットランド高地で夏を過ごし、コヴェント・ガーデンで庭師や種子商人として働いていた義理の兄ジェームス・ディクソンと一緒に植物フィールドワークで忙しかった。ディクソンは1788年にサー・ジョゼフ・バンクスとともにロンドン・リンネ協会の原会員の1人として名を連ねている。1791年、パークはエジンバラ大学で医学を修了した。バンクスによる推薦を通して、彼は東インド会社の船舶「ウースター号」に乗船する船医助手の職を得た。 1793年2月にウースター号はスマトラのブンクルに向けて出帆した。1794年に帰国したパークは8種の新種のスマトラ魚類を説明するためリンネ協会で講演を行った。論文は3年後まで公表されなかった。また彼は様々な珍しいスマトラの植物をバンクスとともに発表した。

## 第1回目の探検

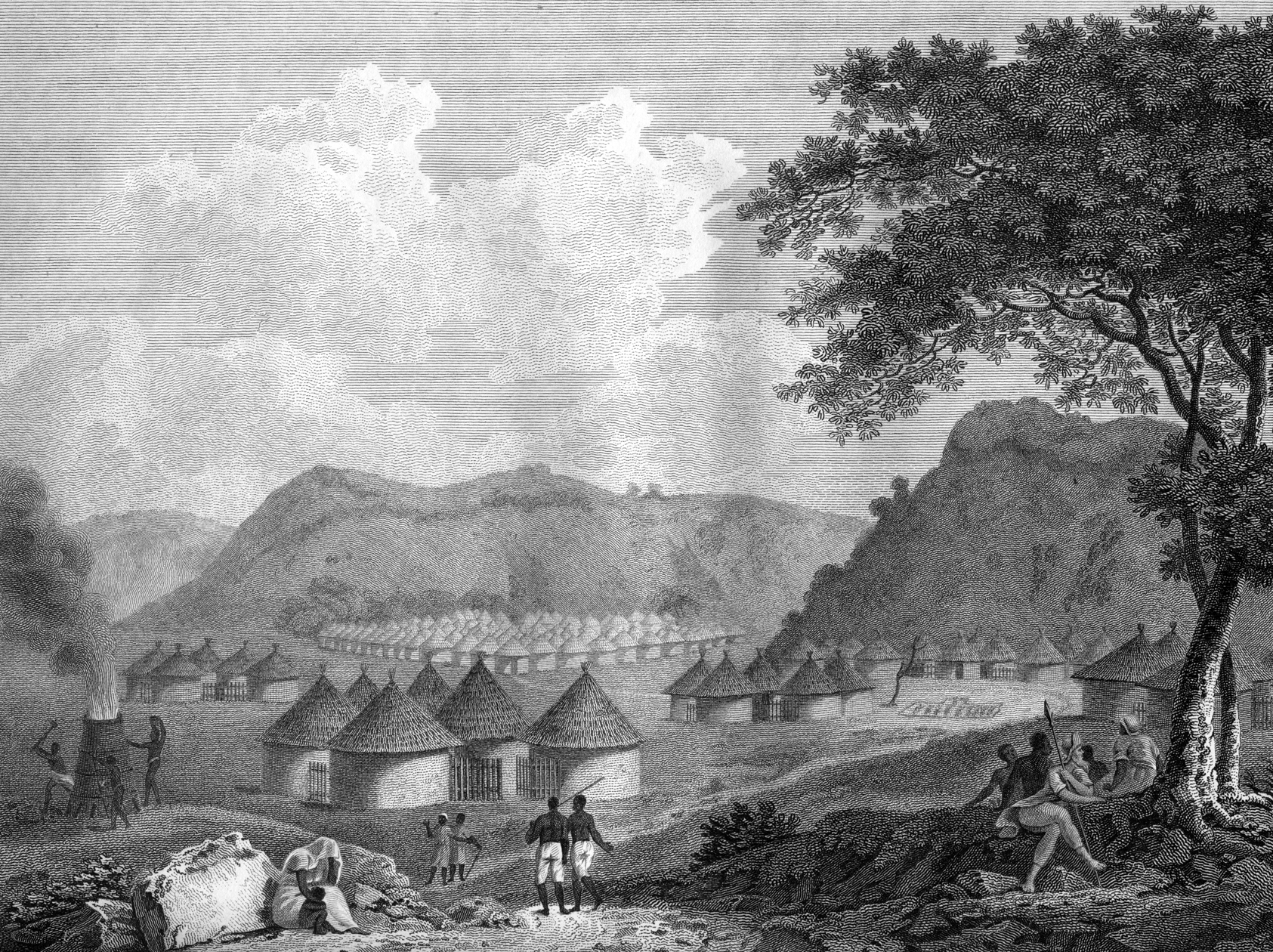
アフリカマンディンゴ地方カマリアの風景、ムンゴ・パークの著書『Travels in the Interior Districts of Africa』より

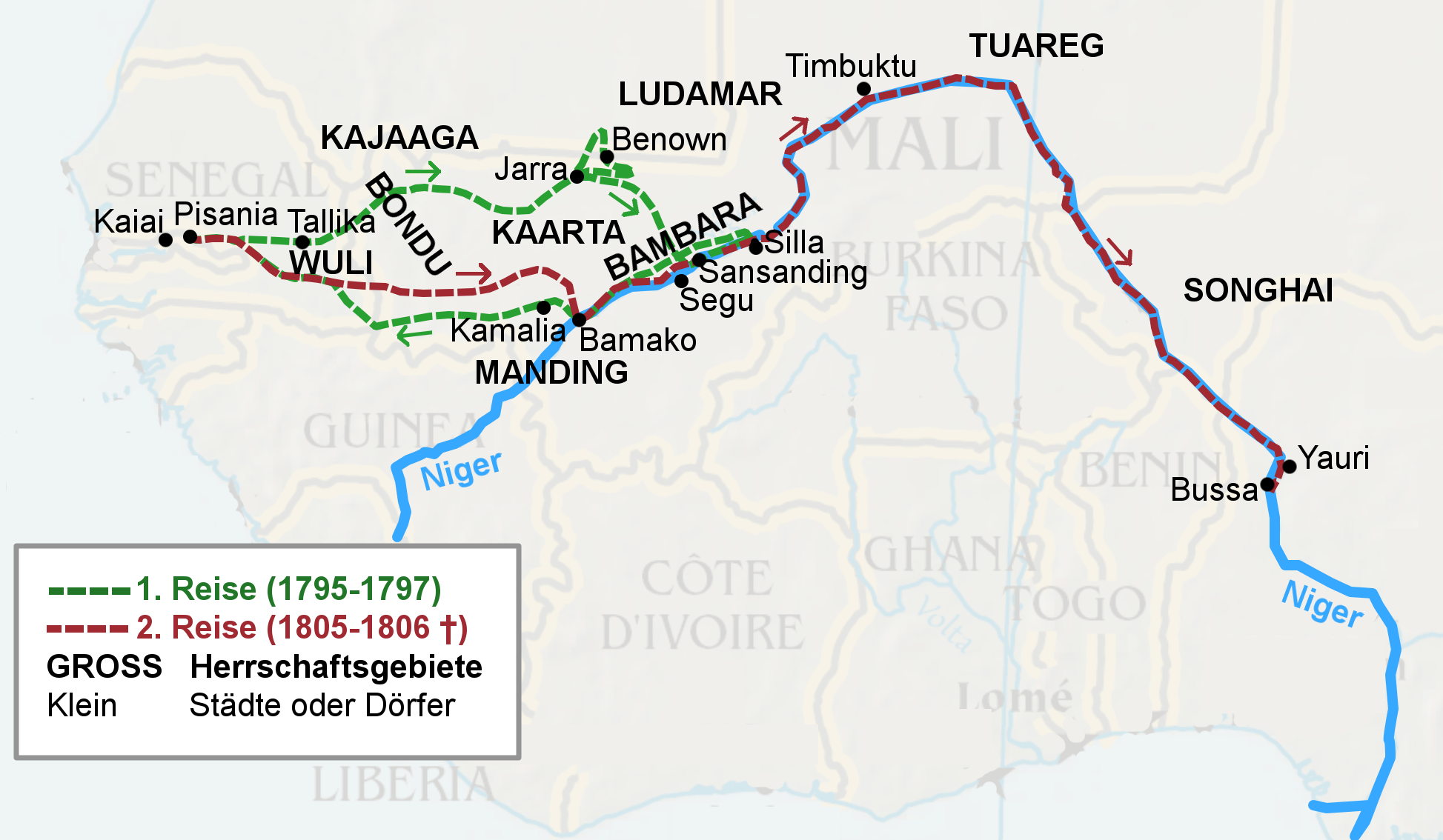
ムンゴ・パークの探検の軌跡

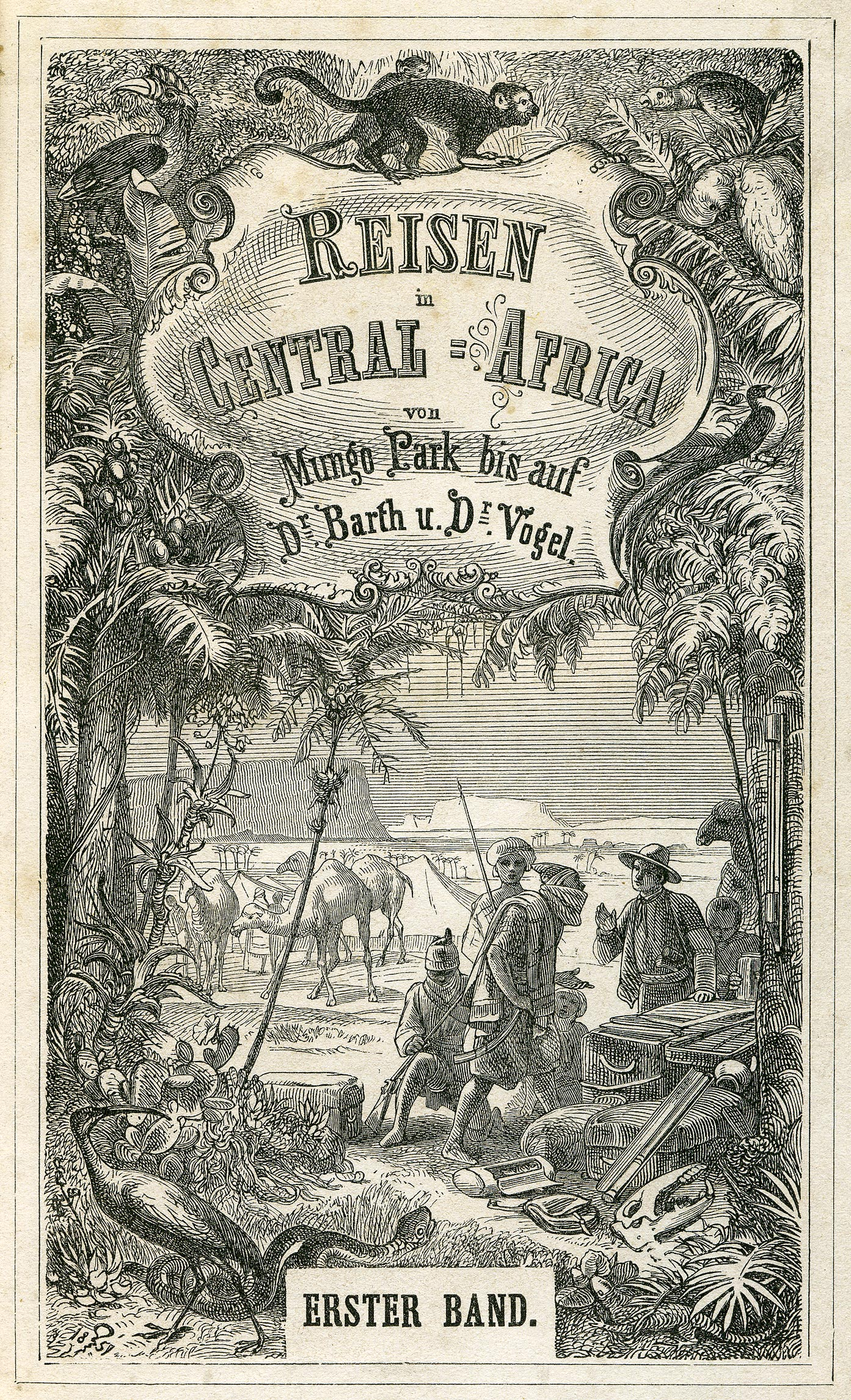
パークは中央アフリカにおける最初のヨーロッパ人探検家の1人、そして、『Reisen in Central-Afrika – von Mungo Park bis auf バルト u. フォーゲル (1859) (Travels in Central-Africa – from Mungo Park to Dr. Barth and Dr. Vogel)』で最初に言及された探検家の1人

1794年9月26日にムンゴ・パークは、当時、ニジェール川への道筋を発見するため1790年に送られ、サハラで死亡したダニエル・ホートン少佐の後継者を探していたアフリカ協会の任務を申し出た。サー・ジョゼフ・バンクスの後援のもとでパークが選出される。
1795年5月22日、パークはミツロウや象牙のためガンビアを目指して横帆の2本マストの貿易船エンデバー号に乗り込み、イングランドのポーツマスを出帆した。1795年6月21日にガンビア川に達し、ピサニアという名称の英国貿易局を目指して200マイル（300キロ）河川を上っていった。12月2日、彼は2人の地元ガイドを伴って、未知なる奥地へと向かい始めた。彼は上部セネガル集水域とカールタの半砂漠地帯を横断するルートを選択した。旅は困難に満ち、彼はルダマルでムーア人の族長によって4ヶ月間投獄された。1796年7月1日、彼は１頭の馬とポケットにコンパスを忍ばせた以外一人でなにも持たず脱出する、そして、21日、セグーで念願だったニジェール川に達した初めてのヨーロッパ人となった。彼はさらにシラへと川の下流80マイル（130キロ）を下ったが、彼はこれ以上遠くに行くには力及ばずであったことから引き返さざるを得なかった。
帰路は7月29日に開始され、彼はもときた道筋をとらず南の方向へとルートを取る、ニジェール川沿いを進みながらバマコまで約300マイル（約500キロ）の道のりをたどった。彼はカマーリアで病気になって倒れたが、家屋に7ヶ月間あまり滞在させてくれた親切な男性のおかげで命は救われた。最終的に、彼は1797年6月10日にかつてきたピサニアに帰還を果たし、12月22日にアンティグア経由でスコットランドに帰国した。彼は死んでいると思われていたが、帰国そしてニジェール川発見のニュースに世間は熱烈に沸いた。彼の探検の軌跡はアフリカ協会に向けてブライアン・エドワーズがパークから話を聞いたうえで報告書が作成される、そして彼自身の詳細な体験談は1799年に公表した（『Travels in the Interior Districts of Africa』）。
著作『Travels in the Interior Districts of Africa』は、彼が観察したこと、生還したことや、出会った人々について詳細に書かれていたため成功した、彼のありのままな描写はのちの旅行作家たちの基準となっている。これはヨーロッパ人にアフリカへ強く行きたいとそれとなく感づかせた。パークは広大な未踏の大陸を紹介をした。彼の死が明るみに出た後、アフリカにおける政治的関心は高まり始めた。彼はアフリカを探検することができることを証明した。おそらく、パークの旅行記の中で最も永続的効果を持っている、もっともそれは欧州の各国政府へ影響をもたらした。

## 探検の合間
1799年8月にパークは師匠トーマス・アンダーソンの娘アリソンと結婚し、ファウルシールズに定住する。
公的な立場でオーストラリアのニューサウスウェールズへ赴くプロジェクトは立ち消えになり、1801年10月にパークはピーブルズに移り、そこで彼は医師として診療した。

## 第2回目の探検
1803年秋、ムンゴ・パークは新たなニジェール探検を指揮するようにと政府により招聘された。パークはピーブルズでの生活の単調さや困難さにいらだち、申し出を受け入れたが、探検の出発は遅れた。モガドール出身の教師シディ・アムバーク・ブビのもとで手待ち時間は完全にアラビア語学習で占めた。1804年5月、パークはファウルシールズに戻った、そこで当時、アシュエステイル近郊に住んでいたサー・ウォルター・スコットと知り合いになり、彼らはほどなくして親密になった。9月、パークは新しい探検に出発するためロンドンに呼ばれた。パークはその当時、ニジェール川とコンゴ川がひとつであるという説を採用していた、彼は「コンゴ川に沿って帰還する望みはまったく空想では無い」とメモに残したあとイギリスを発った。
1805年1月31日、彼は政府探検隊を指揮する隊長に任命され、ガンビアへ向けてポーツマスより出帆した。彼の義理の兄弟であり中尉の副隊長アレクサンダー・アンダーソン、スコティッシュ・ボーダーズの同郷で製図工だったジョージ・スコット、さらに一行には4、5人の技術者もいた。そして、ゴレ島でパークには英国砲兵隊の中尉マーティン、35人の陸兵や2人の水兵が加わった。
8月中旬までニジェール川に到着できなかった、そのときの探検ではわずか11人のヨーロッパ人しか生き残っていなかった。生き残った者たちは発熱や赤痢に倒れた。バマコからセグーへの探検はカヌーで行われた。 現地の支配者マンソン・ディアラより許可を得たうえで、セグーより少し下りにあるサンサンディングへと向けて進む、パークはまだ知られていなかった河川の一部を下る探検の準備ができていた。 たった１人だけ作業できる技能を有していた1人の兵士の助けをかりたうえで、パークは2隻の小舟を、長さ40フィート（12メートル）、幅6フィート（2メートル）の高性能な1隻の船に変えた。
彼はH.M.スクーナーをジョリバ号と命名した（ニジェール川のネイティブ名）、そして船中に乗り込み、探検隊の生き残りの隊員とともに11月19日に下流へ向け出航した。
副隊長アンダーソンはサンサンディングで10月28日に死亡した。ジョリバ号に乗船できた者は、パーク、マーティン中尉、ヨーロッパ人兵士3人（1人はとても発狂している）、現地ガイド1人、奴隷3人であった。出発前、パークはこれまで、ともに行動していたマンディンゴの案内人アイサッコを英国へ伝達するため手紙を渡してガンビアへと帰還させた。
パークは気概ある冒険における終段階にさしかかるなか、植民地省長官に宛てた手紙の中で詳細に次のように説明している、「私は成し遂げる」、
「ニジェール川の終端を発見できるかあるいは死するか、固い決意をもって東に向けて出航した。けれども、すべてのヨーロッパ人は私と一緒に死ぬ、でも、私自身半分死んだようなものであるけれども、私は最後まで屈せずにやり遂げることができるだろう、そして探検の目的を達成できなかったら、私は少なくともニジェール川で死ぬだろう」。
パークは妻に宛てたなかで、沿岸地方に達するまでどこにも上陸しない意向を示し、そこに彼は1806年1月の終わりごろ到着する予定であった。これはパークから受けとった最後の便りであり、ガンビアに到達するまでに起きた惨事の報告を耳にすることはなかった。

### 最期

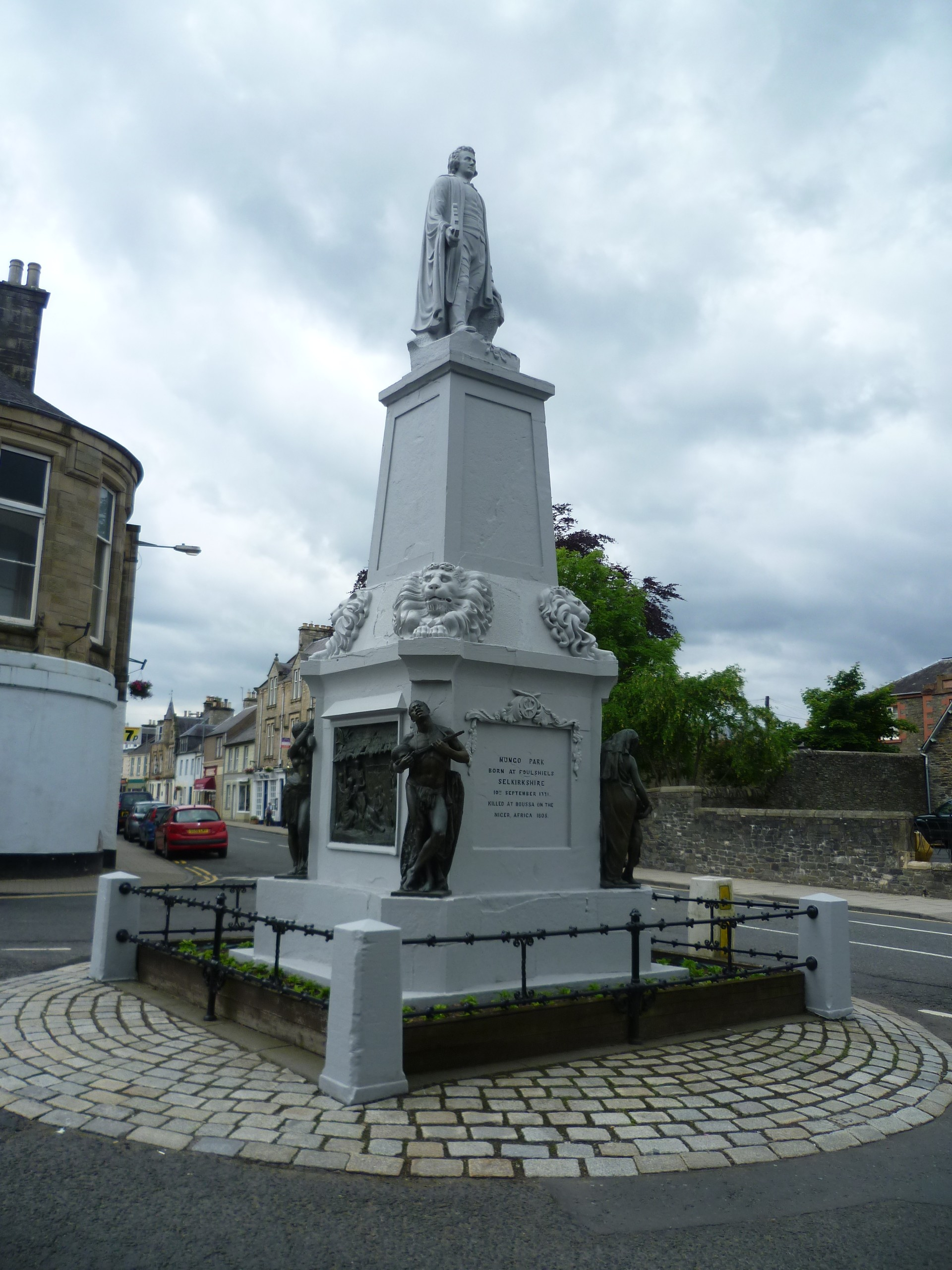
アンドリュー・カリーによるスコットランドセルカークにあるムンゴ・パーク記念碑。

ようやく英国政府はパークの運命を確認するためアイサッコをニジェール川に派遣した。サンサンディングで、アイサッコはパークと一緒に下流へ向かったガイドのアマディ・ファテゥマを発見（アイサッコはアマウディと呼んでいる）、そしてアマディ・ファテゥマが語った話は相当に正確であり、のちにヒュー・クラッパートンとリチャード・ランダーの調査によって確かめられている。
アマディ・ファテゥマはパークの小舟はシビーでは何事もなく河川を下っていったと言う。シビーを出発したあと、3隻の小舟が彼らを追いかけてきたため、パーク探検隊は銃器をもってそれを撃退した。同様の事件はカバッラや、再び、トームボーコートンでも発生した。 ゴウロウモでは7隻の小舟が彼らを追跡した。同行者の1人は「4人の白人男性、自分[アマディ]、3人の奴隷」を残して疾病で死亡した。（奴隷を含む）ひとりひとりが「個々に15丁の十分に装填されたマスケット銃を持ち常に交戦の準備ができていた」。ゴロイジギ王の居住地を通過したあと、彼らは「多くの原住民を殺傷したうえで討ち払う」、このあと、60隻もの小舟がやって来た。さらに進んで、彼らはプール国の軍隊に遭遇し、戦闘を避けるため、向こう岸で待機した。カバと接近遭遇した後、彼らはアイサッコが捕らえられている島へと向かっていった。パークは彼を救出し、20隻の小舟は彼らを追いかけた。ゴウルモンで彼らは食料品を取引、そして待ち伏せ攻撃を警告された。彼らは、「すべてムーア人で構成されている」軍隊を通り過ぎ、ハウサ人領域に入り、最終的にヤウリに到達（アマディ・ファテゥマはヤウリをヤウアと呼んでいる）、そこでアマディ・ファテゥマが到着した。約1000マイル（1600キロ）の長い旅で、パークは食糧を充分に備え、原住民に近寄らない決意をしていた。ジェンネを下った所トンブクトゥに行く、さまざまな場所で原住民が小舟で出撃、パークの船を攻撃した。攻撃されたパークと探検隊は、原住民がどれも持っていなかった銃器や弾薬などを多数有していたためすべて撃退した。また船は急流が多く分散する未知の河流を航行するに伴う多くの危険をうまくかわした。パークはジョリバ号を喫水わずか1フィート（30センチメートル）で設計して組み立てていた。
ハウッサでアマディは地元酋長と取引。パークは村の酋長への贈り物として5個の銀のリング、火薬、燧石を贈呈したことをアマディが語っている。
翌日、王を訪問し、そこでアマディが酋長に対して贈り物を持ってこなかったと非難された。アマディは「足かせをはめられた」。間もなく王は高い岩山で指揮を執れる天然にできた幅が狭い河川があるブッサに軍隊を送った。
ヤウリ下流からそう遠くないブーサの河川は急流であり、船は速度が速いまま岩礁に乗り上げた。川岸で敵意ある原住民が集まり、探検隊は弓、矢、投げ槍で攻撃された。追い詰められたパーク、マーティン、残りの兵士2人は、川に跳び込み溺死した。唯一の生存者は奴隷1人だけだった。アマディは3か月間鎖に繋がれた後、解放され、生き残った奴隷と会話を交わす、この生存者から最期の場面の模様を聞き出した。

### その後
アマディはフラニ族の男性が入手したパークの剣帯を渡された。その後、アマディはセグーを経て、サンサンディングに帰還した。以後、アマディはダチャに向かい、渡されたことを王に伝える。王は「トンブクトゥ」（ティンブクトゥ）を越えてサシャに軍隊を派兵したけれども、討伐するにはあまりにもハウッサが遠すぎることがはっきりした。その代わりに彼らは牛をすべて捕獲するためニジェール内陸デルタのフラニ族の小さな国「ポール」に進出し、帰国した。「我々はセゴ（セグー）へ完全に戻って来た」、アマディはこの遠征に一員として参加したと見られる。以後、アマディはセゴ経由でサンサンディングに帰った。結局、フラニ族の男性が剣帯を獲得し、そして8ヶ月間の航行後、アマディと出会い剣帯を渡した。 アイサッコはセゴでアマディと会い剣帯を受け取る、そしてそれを持ってセネガルに帰参を果たした。
アイサッコやそれにのちのリチャード・レモン・ランダーはパークの影響を一部受けていたけれども、彼のジャーナルが再び刊行されることはなかった。 1827年に次男トーマスはギニアの海岸に上陸し、ブーサへの道のりを目指す、彼はそこで父が捕われの身となってるかもしれないと思っていた、しかし、彼は内陸の道のりを少し通過したあと、熱病で死亡した。パークの未亡人アリソンは、アフリカ協会からムンゴ・パークの死亡結果として以前に合意していた£4,000を贈与された、彼女は1840年に死去した。ムンゴ・パークの遺骸は、ナイジェリアジェバのニジェール川の土手沿いに埋葬されている。

## メダル
パークに因んで王立スコットランド地理学会によって毎年ムンゴ・パークメダルが贈られている。

## 著作
- Park, Mungo (1797). “Descriptions of eight new fishes from Sumatra. Read 4 November 1794”. Transactions of the Linnean Society 3:  33–38. doi:10.1111/j.1096-3642.1797.tb00553.x.
- Park, Mungo (1799). Travels in the Interior Districts of Africa:  Performed Under the Direction and Patronage of the African Association, in the Years 1795, 1796, and 1797. London: W. Bulmer and Company
- Park, Mungo (1815). The Journal of a Mission to the Interior of Africa, in the Year 1805: Together with other documents, official and private, relating to the same mission : to which is prefixed an account of the life of Mr. Park. London: John Murray
- Park, Mungo (1816). Travels in the Interior Districts of Africa: Performed in the Years 1795, 1796, and 1797 (2 Volumes). London: John Murray Google: Volume 1, Volume 2.

## 関連書
- Anonymous (1810). Proceedings of the Association for Promoting the Discovery of the Interior Parts of Africa (Volume 1). London: W. Bulmer and Co.. pp. 331–400
- Anonymous (1815). “Biographic account of the late Mungo Park”. Scots Magazine and Edinburgh Literary Miscellany 77 (1):  339–344.
- Clapperton, Hugh; Lander, Richard (1829). Journal of a second expedition into the interior of Africa, from the Bight of Benin to Soccatoo by the late Commander Clapperton of the Royal Navy to which is added The Journal of Richard Lander from Kano to the Sea-Coast Partly by a More Easterly Route. London: John Murray
- H.B. (1835). The Life of Mungo Park. Edinburgh: Fraser and Co.
- McIntyre, Neil (2008). “Mungo Park (1771–1806)”. Journal of Medical Biography 16 (1):  63. doi:10.1258/jmb.2005.005069. PMID 18463070.
- Mitchell, James Leslie (1934). Niger: the life of Mungo Park. Lewis Grassic Gibbon (pseud). Edinburgh: Porpoise Press. OCLC 894747
- Swinton, W.E. (1977). “Physicians as explorers: Mungo Park, the doctor on the Niger”. Canadian Medical Association journal 117 (6):  695–697. PMC 1879802. PMID 332315.
- L'Etang, H. (1971). “Mungo Park (1771-?1806)”. The Practitioner 207 (240):  562–566. PMID 4943700.
- Tait, H.P. (1957). “Mungo Park, surgeon and explorer”. Medical history 1 (2):  140–149. doi:10.1017/s0025727300021050. PMC 1034261. PMID 13417896.

## 日本語出版
- マンゴ・パーク『ニジェール探検行』森本哲郎・廣瀬裕子訳、河出書房新社〈世界探検全集〉、1978年。新版（中村安希解説）2023年
- 森本哲郎 『私のニジェール探検行　マンゴ・パークの足跡をたどって』中公新書、1982年